# 佐久中佐都インターチェンジ
佐久中佐都インターチェンジ（さくなかさとインターチェンジ）は、長野県佐久市にあるインターチェンジ（地域活性化インターチェンジ）である。
新直轄方式によって整備され、無料で利用することができるため、料金所は存在しない。
また、IC内には、入路の佐久小諸JCT方面と八千穂高原IC方面の分岐部、及び出路の合流部において、「佐久中佐都ランプ」信号が設置されている。
建設中の仮称は中佐都インターチェンジ（なかさとインターチェンジ）だった。

## 歴史
- 2006年（平成18年）9月21日 : 地域活性化ICである佐久中佐都ICの連結許可。
- 2010年（平成22年）6月9日 : IC名が正式決定（建設中の仮称は、中佐都IC）。また、開通予定日は2010年度末と正式決定[1]。
- 2011年（平成23年）
  - 3月21日 : 開通記念プレイベントとしてのイベント「高速道路でウォーキング＆ハイウェイマラソン」が企画されていたが、同年3月11日に発生した東北地方太平洋沖地震及び同年3月12日に発生した長野県北部地震の影響を配慮して中止された。
  - 3月26日 : 佐久南IC - 佐久小諸JCT間開通に伴い供用開始[2]。
- 2015年（平成27年）4月23日 : 佐久中佐都ICから西方向（鳴瀬方向）へ向かう県道塩名田佐久線中佐都バイパスが一部開通。
- 2018年（平成30年）4月22日 : 八千穂高原IC - 佐久南IC間延伸に伴い、佐久南IC付近に設置されている仮設施設の撤去などを含めた切り替え工事のため、4月22日21時より 4月28日18時（延伸区間開通時刻）まで、佐久南IC - 佐久中佐都ICで通行止めとなった[3][4]。
- 2021年（令和3年）3月13日 : 佐久中佐都ICから塩名田方向への県道塩名田佐久線中佐都バイパスが全線開通[5]。浅科・望月地区から佐久中佐都ICのアクセス性向上が図られた。

## 接続する道路
- 直接接続
  - 佐久市道11-5号
- 間接接続
  - 長野県道154号塩名田佐久線 中佐都バイパス
  - 長野県道154号塩名田佐久線
  - 長野県道139号小諸中込線
  - 国道141号

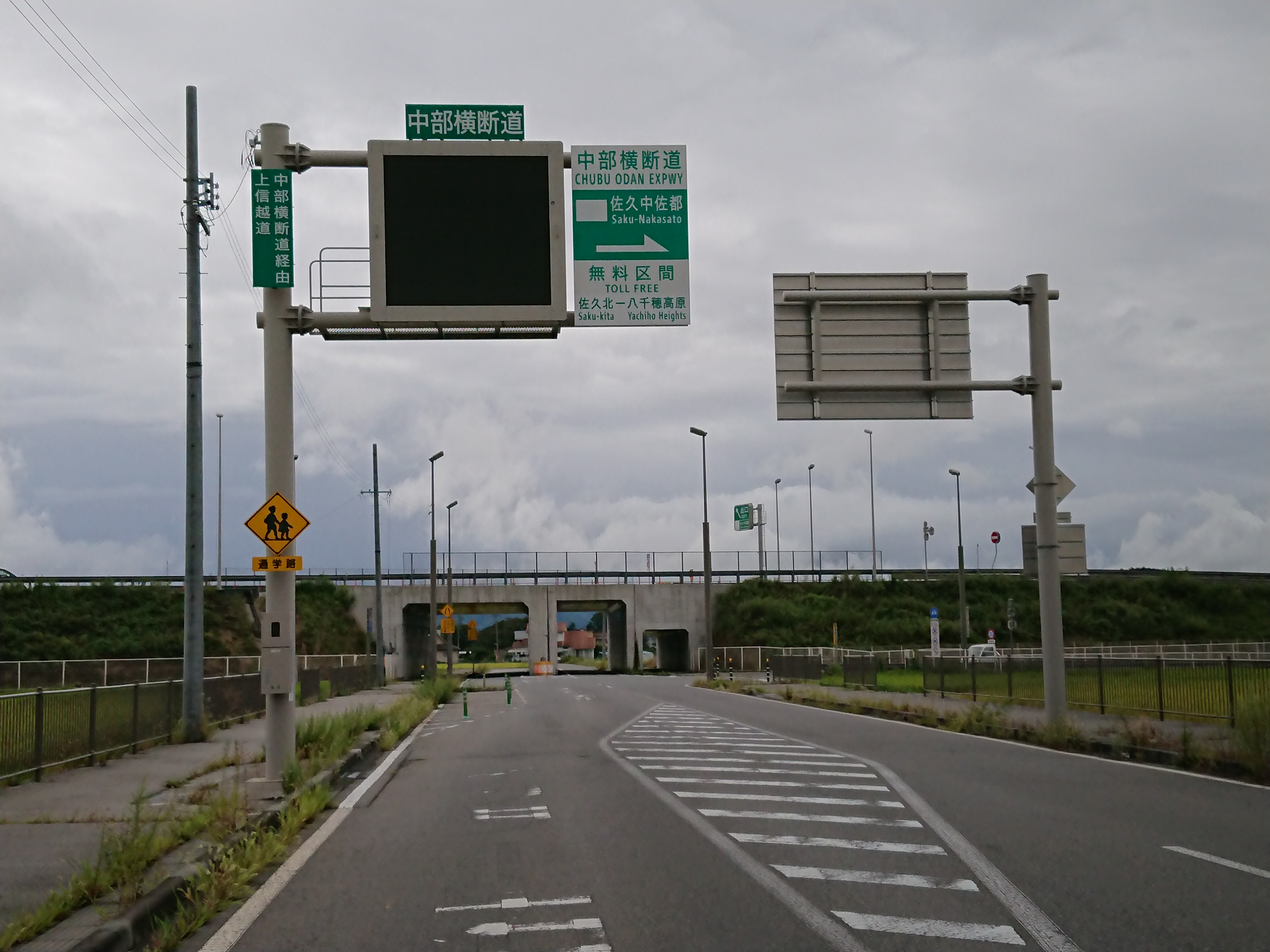
インターチェンジ一般道との交差点付近
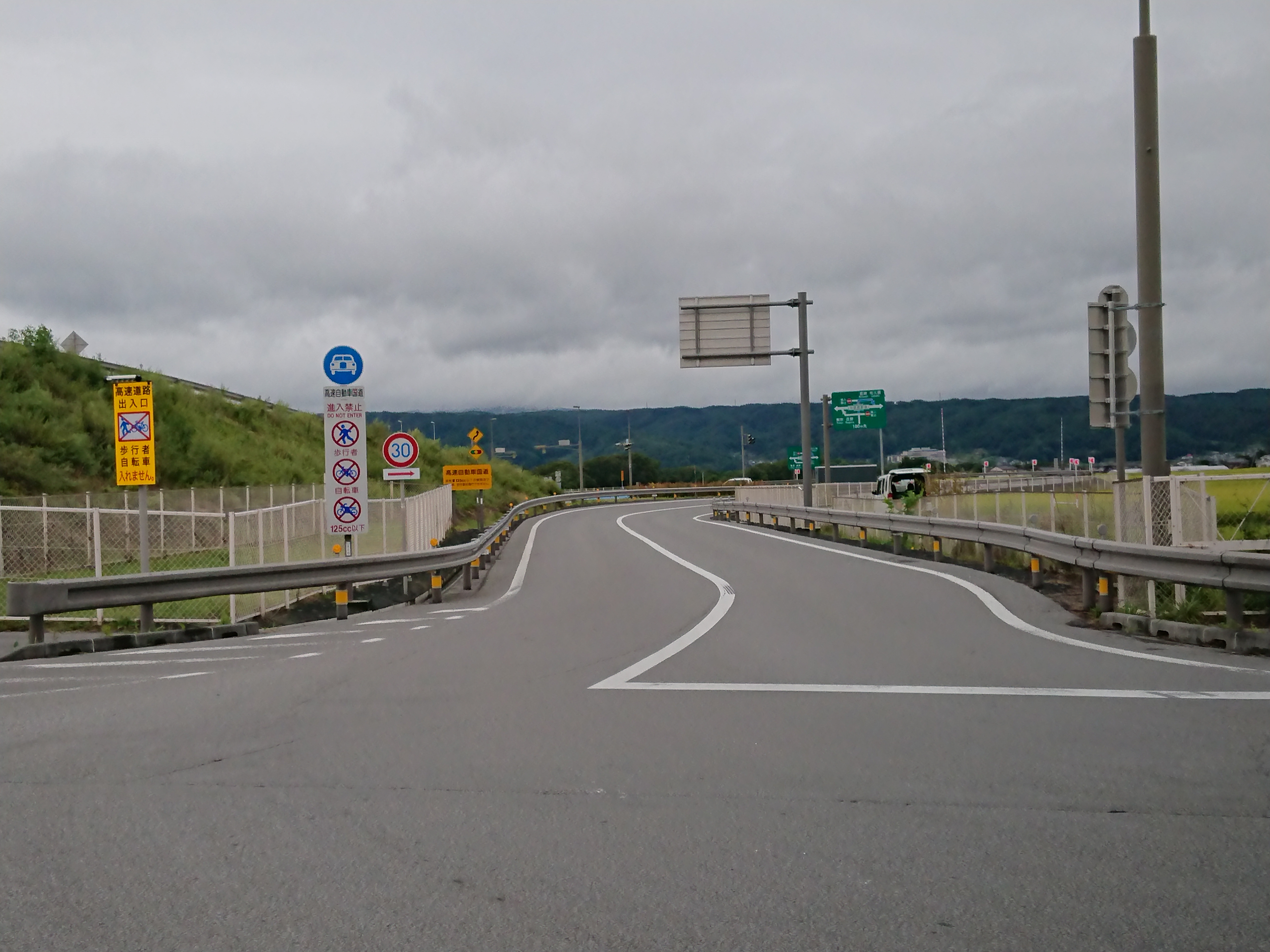
インターチェンジ出入口部
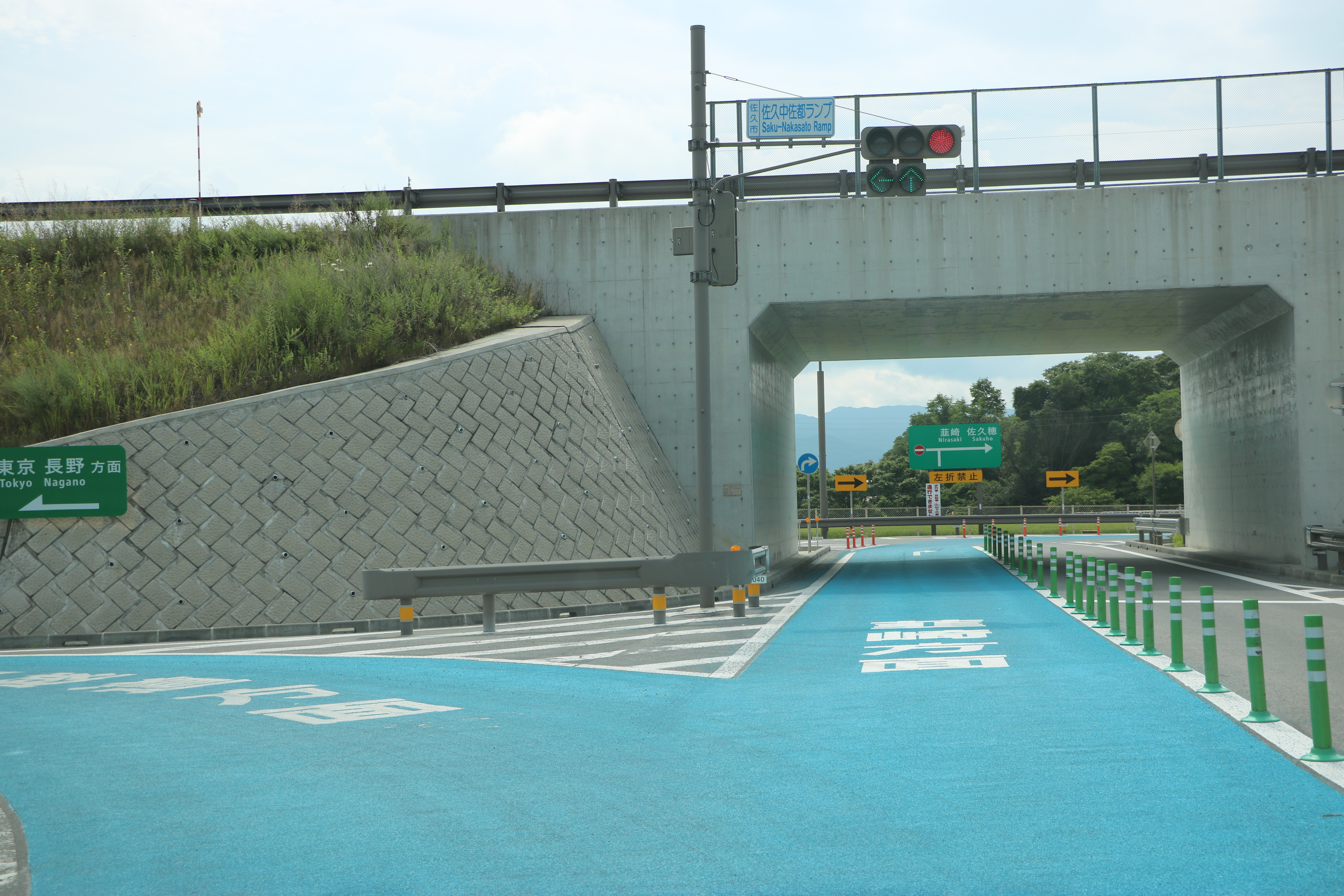
佐久中佐都インターチェンジ内ランプ信号（分岐・合流部分）

## 周辺

### 教育
- 佐久市立中佐都小学校
- 佐久市立高瀬小学校
- 佐久市立佐久平浅間小学校
- 佐久市立浅間中学校
- 長野県岩村田高等学校
- 佐久大学
- 佐久大学信州短期大学部

### 医療機関・福祉施設
- 佐久市立国保浅間総合病院
- JA長野厚生連 佐久総合病院 佐久医療センター
- 甘利歯科医院
- 増田医院
- たじま歯科医院
- 社会医療法人 恵仁会 介護老人保健施設 シルバーポートつかばら
- 社会医療法人 恵仁会 宅幼老所つかばら

### 公共施設・交通機関
- JA佐久浅間 中佐都支所
- 中佐都郵便局
- 高瀬簡易郵便局
- 根根井簡易郵便局
- 佐久市佐久平交流センター（旧長野県佐久勤労者福祉センター）
- JR小海線 中佐都駅
- JR北陸新幹線（長野経由）・小海線 佐久平駅

### 企業
- 樫山工業株式会社 本社
- シチズン時計マニュファクチャリング株式会社 ミヨタ佐久工場
- 双信電機株式会社 千曲工場
- 諏訪倉庫株式会社 佐久支店

### ショッピング
- イオンモール佐久平
- スーパーモール佐久平
- アクロスプラザ佐久
- カワチ薬品 佐久平店
- ヤマダ電機 テックランド佐久本店
- セブン-イレブン 佐久塚原店
- セブン-イレブン 佐久根々井店
- ローソン 佐久横和店

### その他
- 株式会社山木屋（味噌・醤油）
- 株式会社古屋酒造店（酒蔵）
- 八丸屋酒店（酒屋）

## 隣
E52 中部横断自動車道
佐久南IC - 佐久中佐都IC - 佐久北IC